# Rally de Torrelavega
El Rally de Torrelavega es una prueba de rally disputada anualmente en los alrededores de Torrelavega y otras zonas de Cantabria desde 1967. En la actualidad es una de las pruebas puntuables para el Campeonato de Cantabria de Rally, y en el pasado fue valedera para el Campeonato de España de Rally.

## Historia
El Rally de Torrelavega comenzó su andadura en 1967, siendo más antiguo que el Rally de Cantabria, que data de 1979 y es valedero para el Campeonato de España. Durante su historia el rally ha pasado por diferentes denominaciones (Rallye de Torrelavega, Rallye Ferias de Torrelavega, Rallye de Marzas, Rallye Ramón González y Hermanos, Rallye Ciudad de Torrelavega, Rallye Boulevard Comercial Altamira o Rallye Ayuntamiento de Torrelavega), ha llegado a ser suspendido por desacuerdos entre la Federación Cántabra de Automovilismo y el Ayuntamiento de Torrelavega (2006) y ha visto pilotos importantes como Antonio Zanini, Genito Ortiz o Daniel Sordo.

### Ediciones puntuables para el Campeonato de España de Rally

#### VIII Rallye Ramón González y Hermanos (1981)
La sexta edición del rally con el nombre de Ramón González y Hermanos (decimotercera edición en total) se estrenó como prueba valedera para el Campeonato de España de Rallyes de 1981.
| Puesto | Piloto        | Coche            |
| ------ | ------------- | ---------------- |
| 1º     | Freddy        | Talbot Rally     |
| 2º     | Felipe Ortíz  | Seat 124 2000    |
| 3º     | Borja Moratal | Renault 5 Alpine |

#### IX Rallye Ramón González y Hermanos (1982)
La novena edición del rally (del 3 al 4 de abril de 1982) fue puntuable para el Campeonato de España de Rallyes, disputándose en dos etapas con un total de 189 kilómetros cronometrados. Los diez primeros clasificados fueron:
| Puesto | Piloto           | Copiloto           | Coche                | Tiempo   |
| ------ | ---------------- | ------------------ | -------------------- | -------- |
| 1º     | Antonio Zanini   | V. Sabater         | Talbot Sunbeam Lotus | 1:56'07" |
| 2º     | Genito Ortiz     | Guillermo Barreras | Renault 5 Turbo      | +2'48"   |
| 3º     | José A. Zorrilla | R. Mínguez         | Renault 5 Turbo      | +9'06"   |
| 4º     | Cardín           | Gancedo            | Fiat 131 Abarth      | +15'00"  |
| 5º     | Valdubieco       | Ascasibar          | Ford Escort RS2000   | +17'03"  |
| 6º     | Garmendia        | Villanueva         | Ford Escort RS2000   | +19'45"  |
| 7º     | Martínez         | Crespo             | Opel Ascona i2000    | +24'57"  |
| 8º     | Martín           | López              | Seat 124 1800        | +27'06"  |
| 9º     | Blanco           | Martínez           | Talbot Rally         | +28'32"  |
| 10º    | Muñiz            | Pérez              | Renault 5 Copa       | +31'41"  |

#### X Rallye Ciudad de Torrelavega / Ramón González y Hermanos (1983)
La décima edición del rally llevó por nombre Ciudad de Torrelavega, disputándose del 5 al 6 de noviembre y siendo también puntuable para el Campeonato de España de Rallyes. Durante esta edición ocurrió un accidente en el que se registró la muerte del copiloto Francisco Manuel García Bolado, resultando herido el piloto del coche. Los diez primeros clasificados del rally fueron:
| Puesto | Piloto           | Copiloto      | Coche                   | Tiempo   |
| ------ | ---------------- | ------------- | ----------------------- | -------- |
| 1º     | Paco Martínez    | "Junior"      | Opel Ascona i2000       | 1:58'12" |
| 2º     | José A. Zorrilla | Begoña Kaibel | Citroën Visa Trophée    | a 0'06"  |
| 3º     | J. Aguinaga      | Burgoa        | Seat 124 2000           | a 5'25"  |
| 4º     | Plá              | Vaz           | Citroën Visa GT         | a 7'59"  |
| 5º     | Vicente Cabanes  | Sempere       | Seat 124 2000           | a 9'21"  |
| 6º     | José Piñón       | Tarancón      | Renault 5 Copa          | a 12'56" |
| 7º     | Posada           | Mansilla      | Renault 5 Copa          | a 15'53" |
| 8º     | "Nacho"          | Rodríguez     | Renault 5 Alpine        | a 16'56" |
| 9º     | De Miguel        | Menéndez      | Ford Fiesta XR2         | a 17'08" |
| 10º    | Díez             | Serna         | Autobianchi A112 Abarth | a 22'06" |

## Palmarés
| Año  | Edición                                                 | Piloto                       | Copiloto              | Automóvil                  | Series |
| ---- | ------------------------------------------------------- | ---------------------------- | --------------------- | -------------------------- | ------ |
| 1968 | 1.º Rallye Torrelavega                                  | Bandera de ?                 | Bandera de ?          |                            |        |
| 1969 | 2.º Rallye Torrelavega                                  | Bandera de ?                 | Bandera de ?          |                            |        |
| 1971 | 3.º Rallye Ferias de Torrelavega                        | Bandera de ?                 | Bandera de ?          |                            |        |
| 1972 | 4.º Rallye Ferias de Torrelavega                        | L. Vidal                     |                       | Renault 8 Gordini          |        |
| 1973 | 1.º Rallye de Marzas                                    | Bandera de ?                 | Bandera de ?          |                            |        |
| 1974 | 2.º Rallye de Marzas                                    | L. Vidal                     | Bandera de ?          | Renault Alpine 1300        |        |
| 1975 | 3.º Rallye de Marzas                                    | A. Gómez Amigo               | Bandera de ?          | Renault 8 Gordini          |        |
| 1976 | 1.º Rallye Ramón González y Hnos. - 8º Rallye de Ferias | M. Escallada                 | Bandera de ?          | Renault Alpine 1440        |        |
| 1977 | 2.º Rallye Ramón González y Hnos.                       | Juan Carlos Pradera          | Bandera de ?          | Renault Alpine 1800        |        |
| 1978 | 3.º Rallye Ramón González y Hnos.                       | Jaime Sornosa "Correcaminos" | "Barbasio"            | SEAT 124 1800              |        |
| 1979 | 6.º Rallye Ramón González y Hnos.                       | Bandera de ?                 | Bandera de ?          |                            |        |
| 1980 | 7.º Rallye Ramón González y Hnos.                       | Federico González "Freddy"   | Bandera de ?          | SEAT 124 1800              |        |
| 1981 | 8.º Rallye Ramón González y Hnos.                       | Federico González "Freddy"   | Bandera de ?          | Talbot Rally               | España |
| 1982 | 9.º Rallye Ramón González y Hnos.                       | Antonio Zanini               | Víctor Sabater        | Talbot Sunbeam Lotus       | España |
| 1983 | 10.º Rallye Ciudad de Torrelavega Ramón Gzlez. y Hnos.  | Paco Martínez                | "Junior"              | Opel Ascona i2000          | España |
| 1984 | 1.º Rallye Promoción Ciudad de Torrelavega              | Bandera de ?                 | Bandera de ?          |                            |        |
| 1985 | 2.º Rallye Promoción Ciudad de Torrelavega              | Bandera de ?                 | Bandera de ?          |                            |        |
| 1986 | 3.º Rallye Promoción Ciudad de Torrelavega              | Bandera de ?                 | Bandera de ?          |                            |        |
| 1987 | 4.º Rallye Ciudad de Torrelavega                        | Fernando Brizuela            | Bandera de ?          | Renault 5 Turbo            |        |
| 1988 | 5.º Rallye Bulevar Comercial Altamira                   | Santiago Artetxe             | Bandera de ?          | Porsche 911 SC             |        |
| 1989 | 6.º Rallye Bulevar Comercial Altamira                   | Fernando Brizuela            | Bandera de ?          | Porsche 911 SC             |        |
| 1990 | 7.º Rallye Bulevar Comercial Altamira                   | Miguel Martínez-Conde        | Bandera de ?          | Renault 5 GT Turbo         |        |
| 1991 | 8.º Rallye Bulevar Comercial Altamira                   | Miguel Martínez-Conde        | Bandera de ?          | Renault 5 GT Turbo         |        |
| 1992 | 9.º Rallye Bulevar Comercial Altamira                   | M. Martínez Conde            | Bandera de ?          | Renault Clio 1.8 16v       |        |
| 1993 | 10.º Rallye Bulevar Comercial Altamira                  | Fernando Brizuela            | Bandera de ?          | Ford Sierra Cosworth       |        |
| 1994 | 1.º Rallye Ayto. de Torrelavega                         | M. Martínez Conde            | Bandera de ?          | Renault Clio Williams      |        |
| 1996 | 2.º Rallye Ayto. de Torrelavega                         | Enrique Barrenetxea          | Bandera de ?          | Renault Clio Williams      |        |
| 1997 | 27.º Rallye Ciudad de Torrelavega                       | Daniel Sordo Sr.             | Bandera de ?          | Ford Escort Cosworth       |        |
| 1998 | 28.º Rallye Ciudad de Torrelavega                       | Miguel Martínez Conde        | Bandera de ?          | Mitsubishi Lancer Evo V    |        |
| 2000 | 29.º Rallye Ciudad de Torrelavega                       | Juan Carlos Arce             | Bandera de ?          | Mitsubishi Lancer Evo V    |        |
| 2001 | 30.º Rallye Ciudad de Torrelavega                       | Daniel Sordo                 | Amadeo Aguirre        | Mitsubishi Lancer Evo VI   |        |
| 2002 | 31.º Rallye Ciudad de Torrelavega                       | Ramón Santiso                | Roberto Ávila         | Ford Escort Cosworth 4x4   |        |
| 2003 | 32.º Rallye Ciudad de Torrelavega                       | Daniel Sordo                 | Juan Antonio Castillo | Mitsubishi Lancer Evo VII  |        |
| 2004 | 33.º Rallye de Torrelavega                              | Eugenio Mantecón             | Lorenzo Fernández     | Mitsubishi Lancer Evo VII  |        |
| 2005 | 35.º Rallye de Torrelavega                              | Manuel Cabo                  | Alejandro Noriega     | Citroën Saxo S1600         |        |
| 2007 | 37.º Rallye de Torrelavega                              | Manuel Cabo                  | Alejandro Noriega     | Seat Córdoba WRC Evo II    |        |
| 2008 | 38.º Rallye de Torrelavega                              | Pedro A. Matador             | Ángela Fernández      | Mitsubishi Lancer Evo IX   |        |
| 2009 | 39.º Rallye de Torrelavega                              | Daniel Sordo                 | Carlos del Barrio     | Citroën C2 S1600           |        |
| 2010 | 40.º Rallye de Torrelavega                              | Pedro A. Matador             | Ángela Fernández      | Mitsubishi Lancer Evo VIII |        |
| 2011 | 41.º Rallye de Torrelavega                              | Francisco J. España Diego    | Juan Luis García      | Mitsubishi Lancer Evo X    |        |
| 2013 | 42.º Rallye de Torrelavega                              | Eugenio Mantecón             | Borja Odriozola       | Volkswagen Polo N1         |        |